# Raión de Ust-Labinsk
El raión de Ust-Labinsk (del ruso: Усть-Лабинский район) es uno de los treinta y siete raiones en los que se divide el krai de Krasnodar, en Rusia. Está situado en la zona central del krai. Limita al sur con el raión de Krasnogvardéiskoye y el raión de Shovgénovski de la república de Adiguesia, al oeste con el raión de Dinskaya, al norte con el raión de Výselki y el raión de Korenovsk, al este con el raión de Tbilískaya y el raión de Kurgáninsk. Tenía 102 669 habitantes en 2021 y tiene una superficie de 1507 km². Su centro administrativo es la ciudad de Ust-Labinsk, que en 2021 tenía una población de 40 158 habitantes, la totalidad de la población urbana del raión.
El relieve del distrito es llano. Su frontera sur está compuesta por el curso del Kubán y el embalse de Krasnodar, al suroeste y por la de su afluente el Labá, al sureste. En el noroeste del raión nace el río Kirpili y al nordeste discurre el río Sujói Log, afluente de la cabecera del río Beisuzhok Izquierdo, cuyo curso forma la frontera en ese extremo. En el cuarto suroccidental discurren los ríos Zelenchuk Vtorói y su afluente el Sredni Zelenchuk.

## Demografía
En 2021 contaba con 102 669 habitantes, lo que representó una evolución promedio anual del -0.86% frente a los 112 900 habitantes registrados en el censo anterior. El 39.1% de su población era urbana y el 60.9% rural. El 47.6% eran hombres y el 52.4% mujeres.
| Gráfica de evolución demográfica de Raión de Ust-Labinsk entre 2002 y 2021 |
|                                                                            |
| Fuente: Servicio Estatal de Estadística de la Federación Rusa              |

Por nacionalidades, la predominante es la rusa (en la que se incluyen los descendientes de los cosacos de la Línea del Cáucaso y los cosacos del Mar Negro), aunque también existen individuos armenios, ucranianos, bielorrusos, azeríes, georgianos, gitanos, adigué, chechenos, kurdos, lezguinos, udíes, osetios y abjasios.

## División administrativa

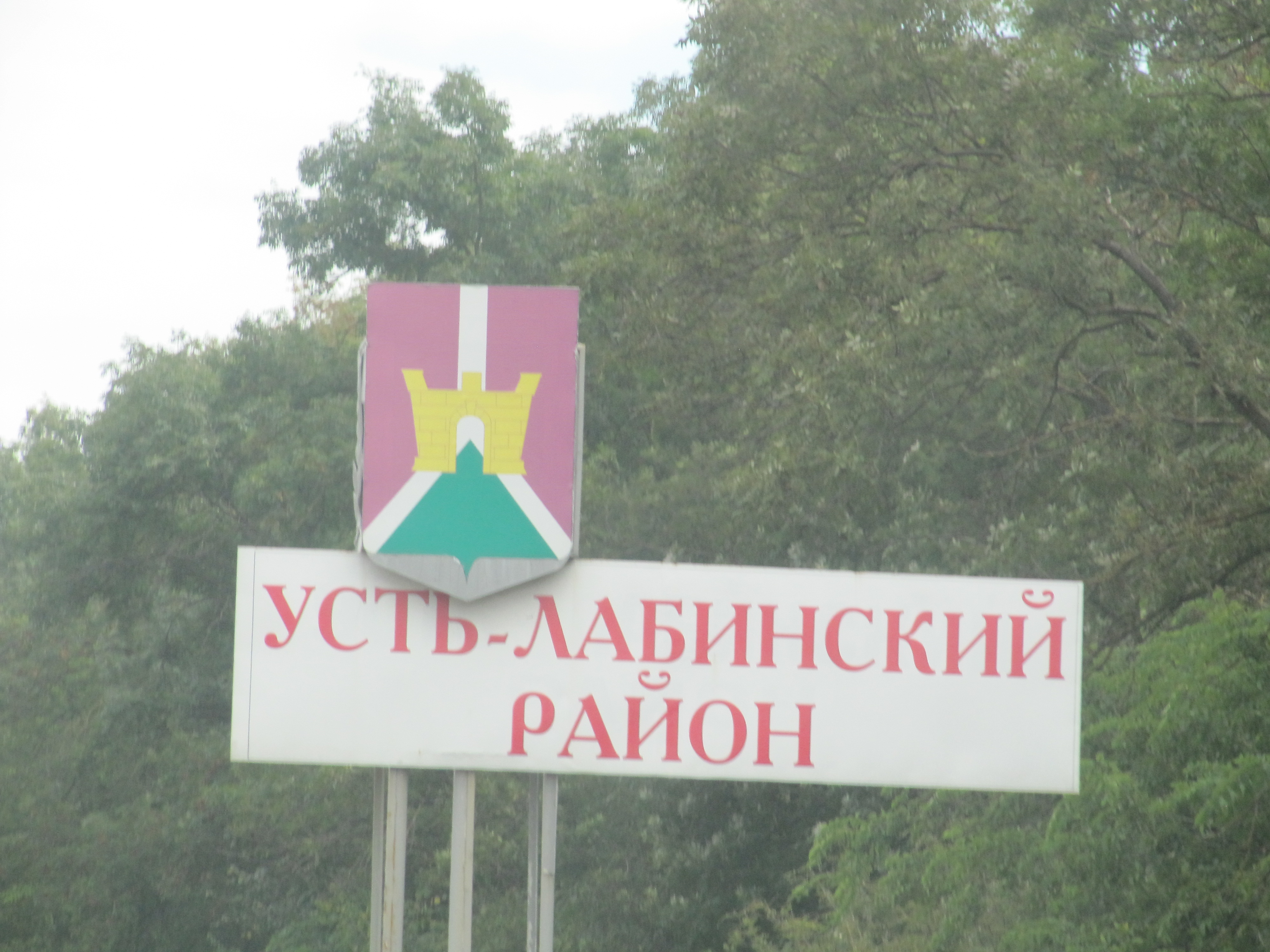
Rótulo de entrada al raión.

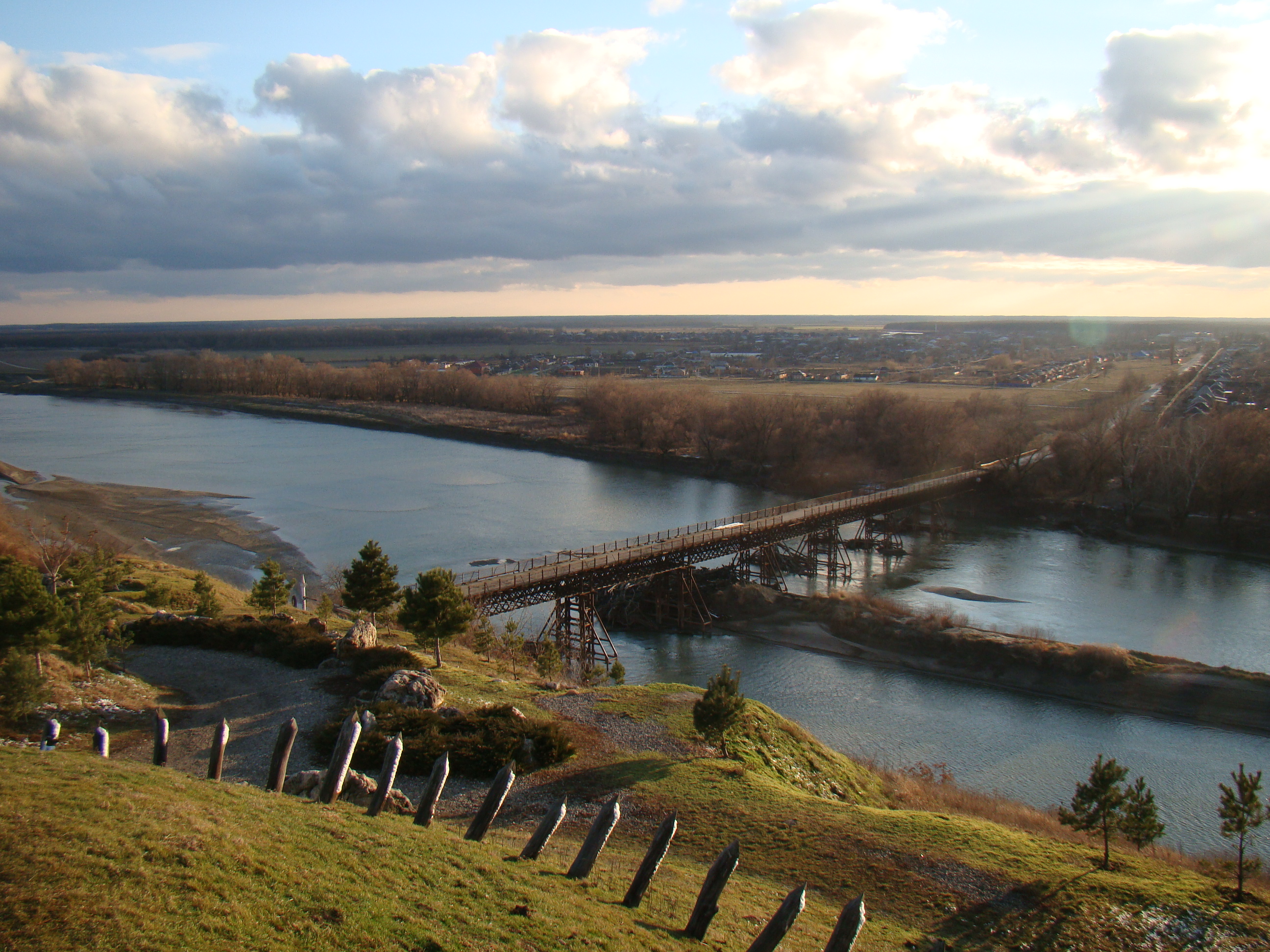
Puente sobre el río Kubán entre Ust-Labinsk y Jatukái.

El raión se divide en 1 municipio urbano y 14 rurales, que engloban 39 localidades:
| Municipios de tipo urbano        | Poblaciones* |
| -------------------------------- | --- |
| Municipio rural Ust-Labínskoye   | - ciudad Ust-Labinsk - jútor Oktiabrski |
| Municipios de tipo rural         | |
| Municipio rural Aleksándrovskoye | - jútor Aleksándrovski - jútor Krasni - jútor Neyelinski - jútor Novonikoláyevka - jútor Piatijatski - jútor Semiónovka - jútor Soglachni - jútor Finoguenovski         |
| Municipio rural Bratskoye        | - jútor Bratski - jútor Bolgov - jútor Semiónov - jútor Séverski - jútor Novoyekaterínovka - jútor Novosiólovka - jútor Jersonski - jútor Sarátovski - jútor Kalíninski |
| Municipio rural Vimovskoye       | - posiólok Vimovets - posiólok Yuzhni |
| Municipio rural Vorónezhskoye    | - stanitsa Vorónezhskaya |
| Municipio rural Vostóchnoye      | - stanitsa Vostóchnaya |
| Municipio rural Dvubratskoye     | - posiólok Dvubratski |
| Municipio rural Zheleznoye       | - jútor Zhelezni - jútor Svobodni - jútor Sokolski |
| Municipio rural Kirpílskoye      | - stanitsa Kirpílskaya |
| Municipio rural Ládozhskoye      | - stanitsa Ládozhskaya - plataforma ferroviaria Potayenni |
| Municipio rural Léninskoye       | - jútor Bezlesni |
| Municipio rural Nekrásovskoye    | - stanitsa Nekrásovskaya - posiólok Zarechni - jútor Ogoniok - jútor Kubanski - jútor Kadujin                                                                           |
| Municipio rural Novolabínskoye   | - stanitsa Novolabínskaya |
| Municipio rural Suvórovskoye     | - seló Suvórovskoye |
| Municipio rural Tenguínskoye     | - stanitsa Tenguínskaya |

*Los centros administrativos están resaltados en negrita.

## Economía
La principal actividad económica de la región es la agricultura (mayor productora de soja del krai, remolacha azucarera, girasol), la ganadería y la industria relacionada al procesamiento de sus productos. Otras industrias incluyen la textil, la química y los materiales de construcción (arcilla, mezclas de grava). En el raión se extrae gas natural. En Ládozhskaya se crían visones, único criadero de estas características del krai. Cabe destacar la cría de caballos, por su carácter tradicional.
De sudoeste a este del raión pasa la carretera regional R251 Temriuk-Krasnodar-Kropotkin y de sur a norte la R253 Maikop-Ust-Labinsk-Korenovsk.

## Lugares de interés
Al oeste de Tenguínskaya, a orillas del Labá, se halla el yacimiento de la fortificación meota II Tenguinskoye de entre los siglos VI a. C. y IV a. C. En el raión existen 495 yacimientos arqueológicos.

## Personalidades
- Gueorgui Ansímov (*1922), director teatral, Artista del pueblo de la URSS.
- Liudmila Zaitseva (*1946), artista de cine.